# Église Notre-Dame de Châteauneuf-sur-Sarthe
L'église Notre-Dame de Séronne, couramment dite église Notre-Dame de Châteauneuf-sur-Sarthe, est une église située à Châteauneuf-sur-Sarthe, dans la commune des Hauts d'Anjou, en France.

## Localisation
L'église est située dans le département français de Maine-et-Loire, sur la commune de Châteauneuf-sur-Sarthe.

## Description
L'église est un bel exemple du style gothique Plantagenêt (ou style angevin). Celui-ci se caractérise par des voûtes où les sommets des croisées d'ogives sont plus élevés que des arcs doubleaux et formeret. Les croisées et les liernes à tores apparents que l'on trouve à Notre-Dame dont caractéristiques de la seconde époque de ce style.

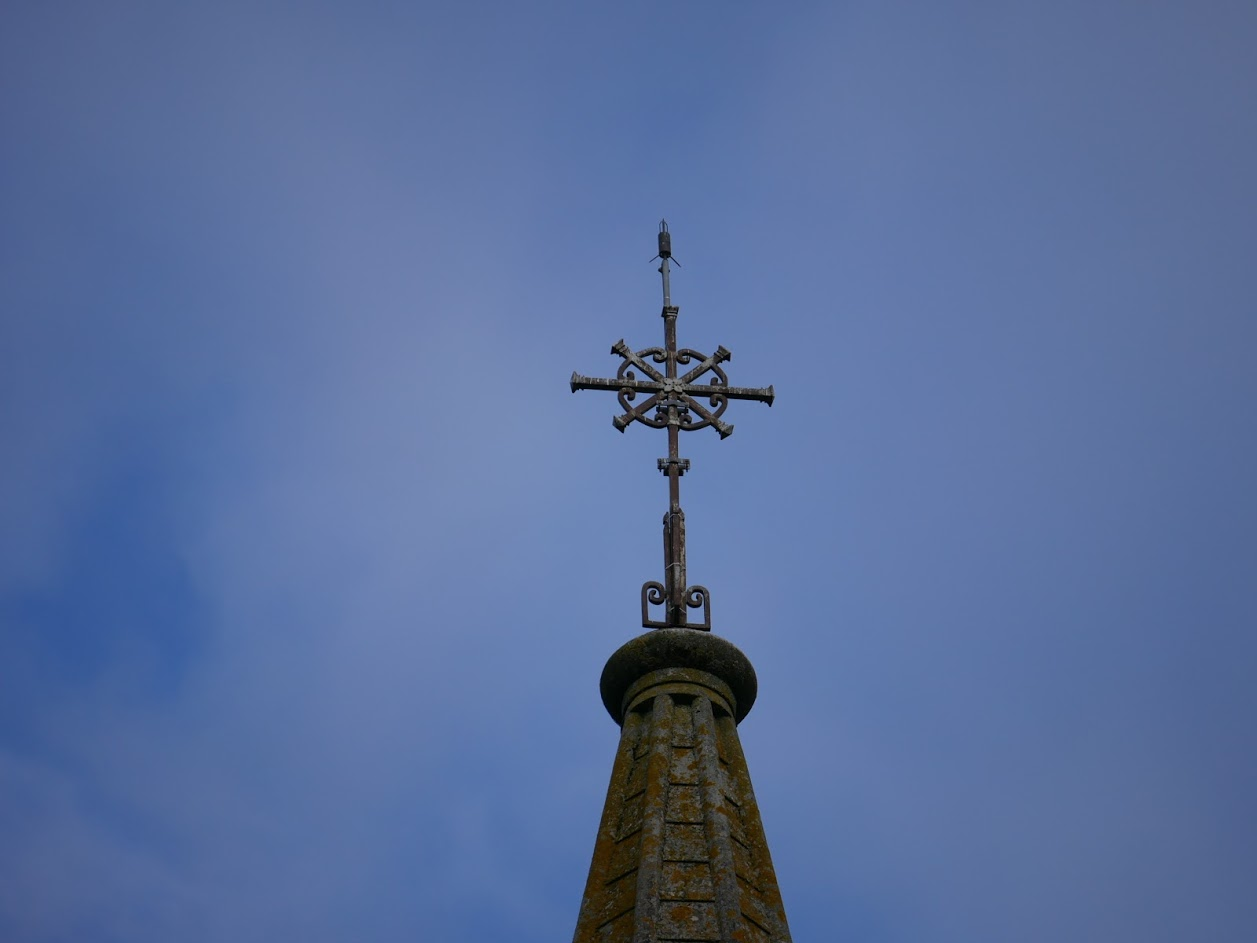
La flèche du clocher.
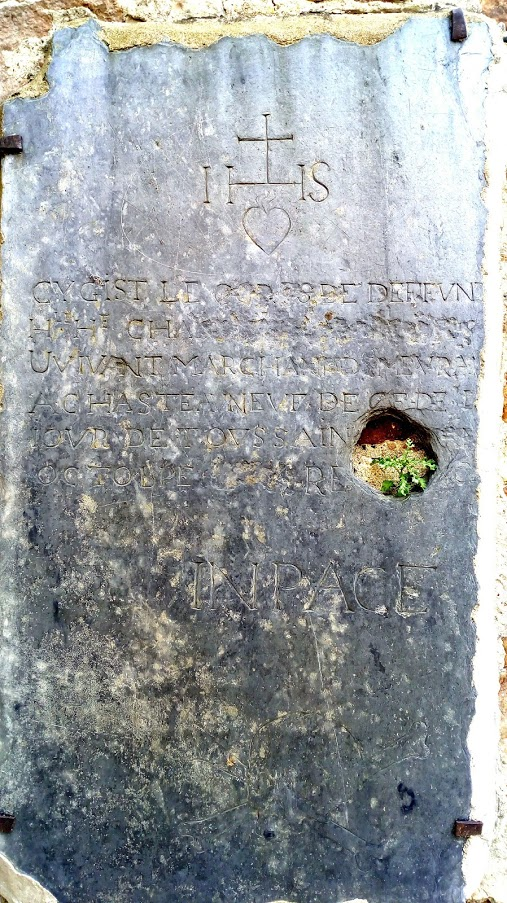
Plaque à l’extérieur.
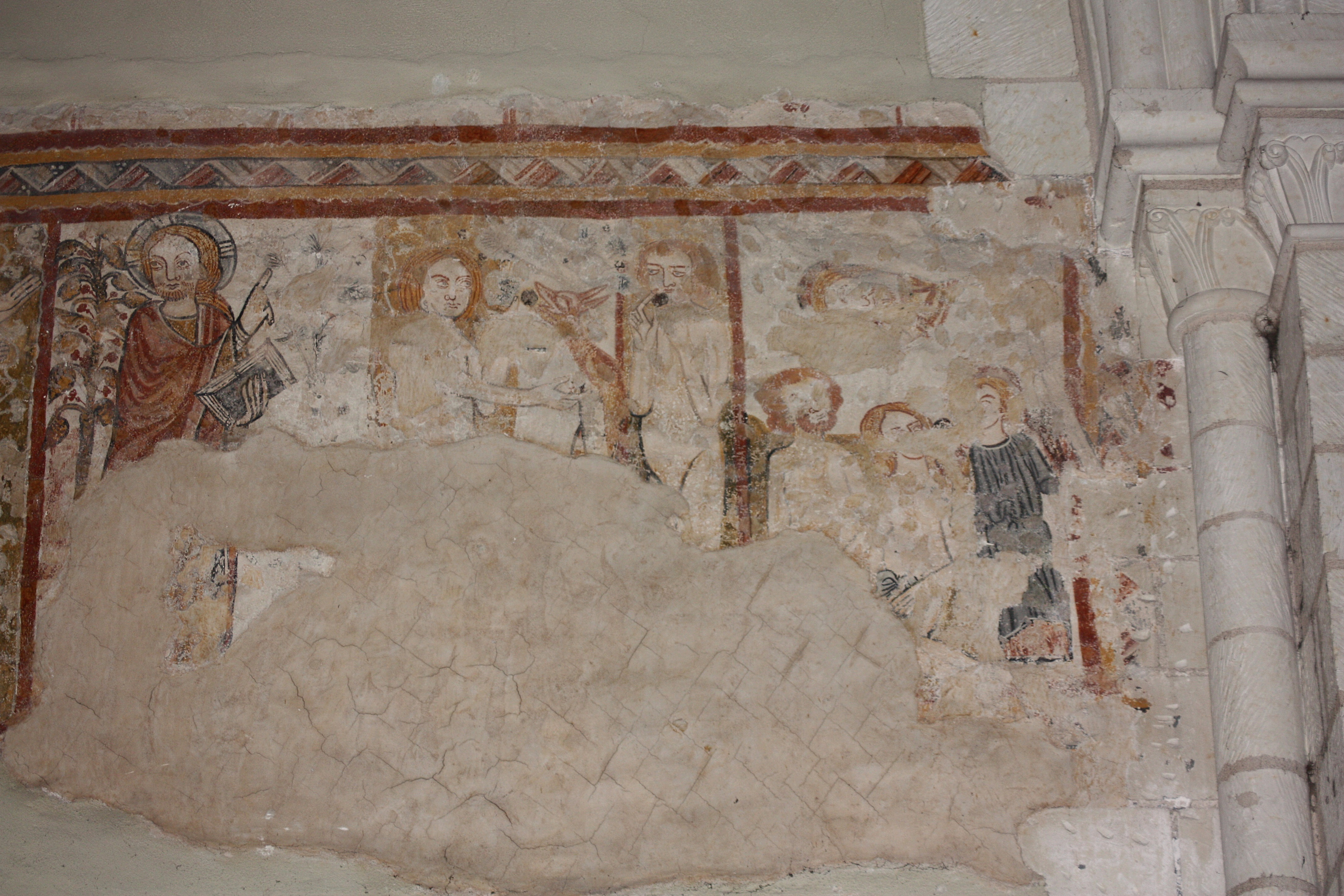
Fresque dans l'église.
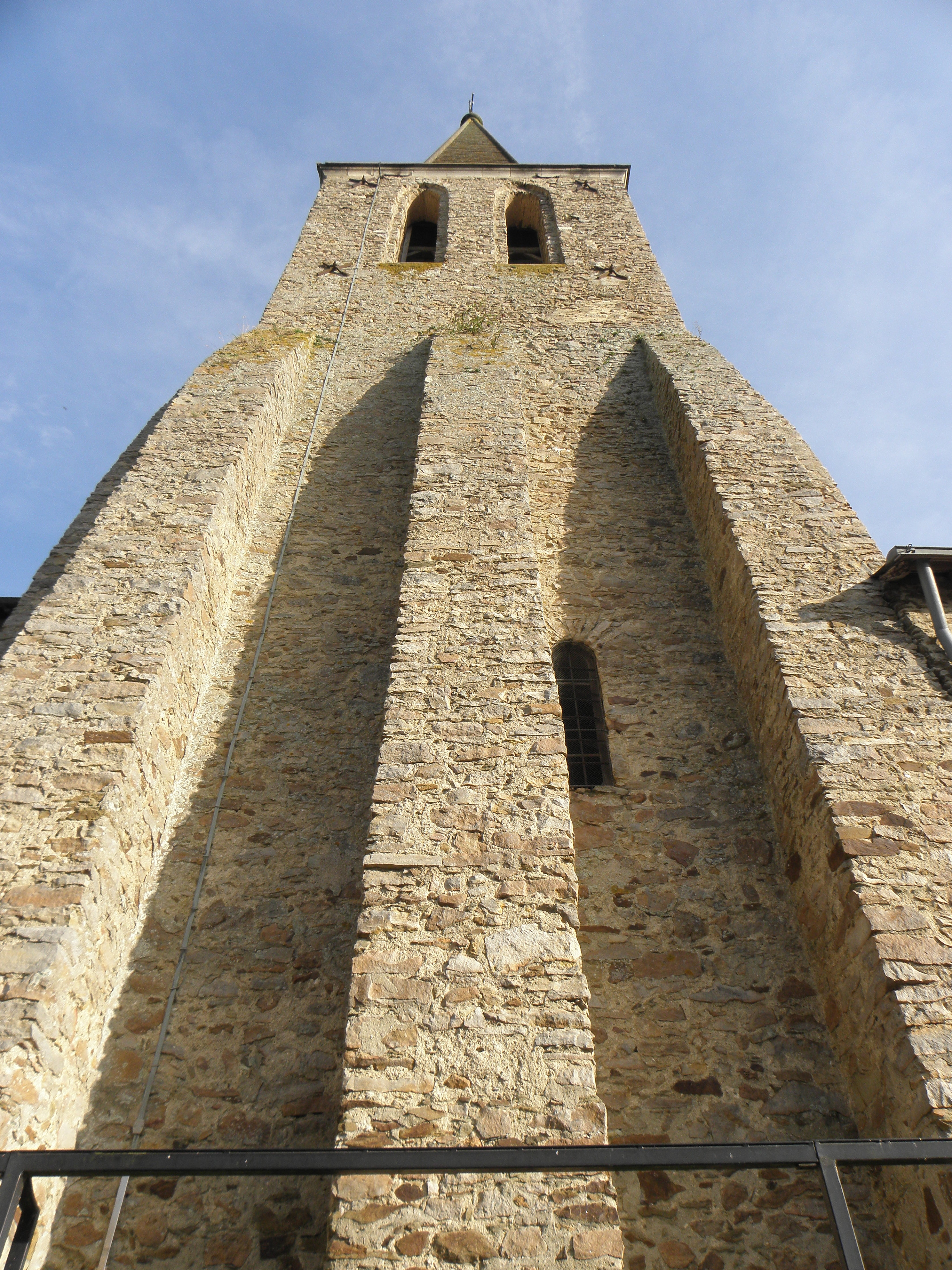
Clocher vu de côté.

## Historique
L'édifice est inscrit au titre des monuments historiques en 1972.
En 1975, une campagne de restauration a mis au jour des fresques dont les plus anciennes datent du début du XIIe siècle.